# المهرج (مسلسل)
المهرج هو مسلسل درامي سوري، من إخراج رشا شربتجي ومن إنتاج شركة دراما شيلف ميديا، ومن تأليف بسام جنيد، وبطولة باسم ياخور، أمل بوشوشة، خالد القيش نضال نجم.

## قصة المسلسل
استيقظت الطبيبة رشا على خبر مقتل سكرتيرها وعشيقها السري طالب في شقته. جريمة غامضة ستترك للمحقق إبراهيم مسرحًا معقدًا ومملوءًا بالألغاز.. والجميع متهم.

## الممثلون
- باسم ياخور: منصور
- أمل بوشوشة: رشا
- خالد القيش: خليل
- نضال نجم: أكثم
- غزوان الصفدي: مصطفى
- ديمة الجندي: فدوى
- إبراهيم شيخ إبراهيم: طالب
- عدنان أبو الشامات: سجيع
- روعة السعدي: رؤى
- بلال قطان: قيس
- راما زين الدين: عفاف